# Discographie de Black Sabbath
Cette page présente la discographie détaillée de heavy metal anglais Black Sabbath. Elle s'étale sur quarante sept ans entre le premier album studio Black Sabbath, paru en 1970, et l'album enregistré en public The End: Live in Birmingham sorti en 2017 et qui conclut définitivement la carrière du groupe.

## Présentation
Le groupe est fondé en 1968 à Birmingham en Angleterre par Tony Iommi et Bill Ward, Ozzy Osbourne et Geezer Butler.
Le premier enregistrement du groupe est le single, Evil Woman, une reprise du groupe américain Crow qui sort sur le label Fontana Records une filiale de Philips Records. Le groupe signe pour son premier album avec le label Vertigo Records une autre filiale de Philips / Phonogram. Black Sabbath sorti en Europe le 13 février 1970 et aux États-Unis le 1er juin 1970 sur le label Warner Bros. Records. Le succès est au rendez-vous immédiatement, le groupe se distinguant des autres par un son lourd et puissant et des paroles sombres et sinistres. Il se classe à la 8e place des charts britanniques et à la 23e place du Billboard 200 américain et sera certifié disque d'or (500 000 exemplaires vendus) aux États-Unis un an après sa sortie. L'album  suivant, Paranoid, sort six mois plus tard en septembre 1970 et se vent à plus de quatre millions d'exemplaires aux États-Unis, ce qui en fait l'album le plus vendu du groupe. Le groupe enregistra encore six albums avec la même formation avant le départ d'Ozzy Osbourne en 1979. Cette première période du groupe sera la plus remarquable, tous les albums étant certifiés au minimum disque d'or aux États-Unis mais le déclin dans les classements musicaux se manifestera après la sortie de l'album Sabotage en 1975.
Ronnie James Dio ex  Rainbow, remplace Ozzy Osbourne en 1980 et le groupe bénéficie d'un regain d'intérêt avec la sortie de l'album Heaven and Hell sorti la même année. En 1981, le batteur original Bill Ward quitte à son tour le groupe et est remplacé par Vinny Appice pour l'album suivant, Mob Rules et le premier album en concert, Live Evil qui sort en 1982 et qui sera suivi du départ de Dio. La suite de la carrière du groupe sera marqué par de nombreux changements de musiciens en son sein, Tony Iommi restant le seul membre du groupe à jouer sur tous les albums. On verra la participation de Ian Gillan pour l'album Born Again en 1983, Glenn Hughes pour le suivant, Seventh Star (1986), sorti curieusement sous le nom de groupe, Black Sabbath featuring Tony Iommi alors que ce dernier est le seul membre original du groupe. Dio revient en 1992 pour l'album Dehumanizer avant de repartir, Ozzy Osbourne, Bill Ward, Geezer Butler et Tony Iommi se réunissent en 1997 pour une tournée et l'enregistrement d'un album en public titré Reunion qui sera complété par deux titres studios inédits, Pscho Man et Selling My Soul, les premiers enregistrés depuis 1978 par la formation originale. Par la suite, les musiciens se consacrent à leurs projets en solo avant de se retrouver en 2004 et 2005 pour les tournées Ozzfest 2004 et Ozzfest 2005. Black Sabbath se reforme en 2011 et enregistre son dernier album studio, 13, qui sorti le 10 juin 2013. Bill Ward, pour des raisons contractuelles, ne participe pas à ce dernier album. La carrière discographique du groupe se conclut par l'album en public The End: Live in Birmingham qui est enregistré le février à Birmingham, là où tout a commencé quarante neuf ans auparavant.

## Albums

### Albums studio
| Album                                                                                             | Charts | Charts | Charts | Charts | Charts | Charts | Charts | Charts | Charts | Charts | Charts | Charts | Charts | Charts | Charts | Charts | Certifications                  |
| Album                                                                                             | UK     | ALL    | AUS    | AUT    | BEL V  | BEL W  | CAN    | FIN    | FRA ,  | ITA    | NOR    | N-Z    | P-B    | SUE    | SUI    | USA    | Certifications                  |
| ------------------------------------------------------------------------------------------------- | ------ | ------ | ------ | ------ | ------ | ------ | ------ | ------ | ------ | ------ | ------ | ------ | ------ | ------ | ------ | ------ | ------------------------------- |
| Black Sabbath - Sortie: 13 février 1970 - Label: Vertigo - Formation: Black Sabbath 1             | 8      | 8      | 6      | —      | —      | —      | 29     | —      | 10     | —      | —      | —      | 6      | —      | —      | 23     | Or · Or · Platine               |
| Paranoid - Sortie: 18 septembre 1970 - Label: Vertigo - Formation :Black Sabbath 1                | 1      | 2      | 4      | —      | —      | 56     | 20     | —      | 9      | 5      | 5      | —      | 1      | 41     | 48     | 12     | Or · Platine · Or · 4 × Platine |
| Master of Reality - Sortie: 21 juillet 1971 - Label: Vertigo - Formation : Black Sabbath 1        | 5      | 5      | 8      | —      | —      | —      | 6      | —      | —      | 8      | 12     | —      | 10     | —      | —      | 8      | Or · Platine · 2 × Platine      |
| Vol. 4 - Sortie: 25 septembre 1972 - Label: Vertigo - Formation : Black Sabbath 1                 | 8      | 8      | 1      | 58     | —      | 142    | 3      | —      | —      | 18     | 7      | —      | —      | —      | —      | 13     | Argent · Platine · Platine      |
| Sabbath Bloody Sabbath - Sortie: 1er décembre 1973 - Label: Vertigo - Formation : Black Sabbath 1 | 4      | 49     | 5      | —      | —      | —      | 17     | —      | —      | —      | 6      | —      | —      | —      | —      | 11     | Or · Or · Platine               |
| Sabotage - Sortie: 28 juillet 1975 - Label: Vertigo - Formation : Black Sabbath 1                 | 7      | 44     | —      | 9      | —      | —      | 29     | —      | —      | —      | 6      | 33     | —      | —      | —      | 28     | Argent · Or                     |
| Technical Ecstasy - Sortie: 25 septembre 1976 - Label: Vertigo - Formation : Black Sabbath 1      | 13     | —      | —      | —      | —      | —      | 38     | —      | —      | —      | —      | —      | —      | 33     | —      | 51     | Or                              |
| Never Say Die! - Sortie: 28 septembre 1978 - Label: Vertigo - Formation : Black Sabbath 1         | 12     | —      | —      | —      | —      | —      | 90     | —      | 33     | —      | —      | —      | —      | 37     | —      | 69     | Or                              |
| Heaven and Hell - Sortie: 18 avril 1980 - Label: Vertigo - Formation : Black Sabbath 2            | 9      | 37     | —      | —      | —      | —      | 23     | —      | —      | —      | 22     | 44     | —      | 25     | —      | 28     | Or · Or · Platine               |
| Mob Rules - Sortie: 4 novembre 1981 - Label: Vertigo - Formation : Black Sabbath 3                | 12     | —      | —      | —      | —      | —      | 19     | —      | —      | —      | —      | 45     | 47     | 30     | —      | 29     | Argent · Or · Or                |
| Born Again - Sortie: 7 août 1983 - Label: Vertigo - Formation : Black Sabbath 4                   | 4      | 37     | —      | —      | —      | —      | 37     | —      | —      | —      | 14     | 44     | —      | 7      | —      | 39     | —                               |
| Seventh Star - Sortie: 28 janvier 1986 - Label: Vertigo - Formation : Black Sabbath 5             | 27     | 51     | —      | —      | —      | —      | 66     | —      | —      | —      | 17     | —      | —      | 11     | —      | 78     | —                               |
| The Eternal Idol - Sortie: 1er novembre 1987 - Label: Vertigo - Formation : Black Sabbath 6       | 66     | —      | —      | —      | —      | —      | 86     | —      | —      | —      | —      | —      | —      | —      | —      | 168    | —                               |
| Headless Cross - Sortie: 1er avril 1989 - Label: I.R.S. - Formation : Black Sabbath 7             | 31     | 18     | —      | —      | —      | —      | —      | —      | —      | —      | —      | —      | 71     | 22     | 23     | 115    | —                               |
| Tyr - Sortie: 20 août 1990 - Label: I.R.S - Formation : Black Sabbath 8                           | 24     | 12     | —      | 24     | —      | —      | —      | —      | —      | —      | —      | —      | 77     | 24     | 24     | —      | —                               |
| Dehumanizer - Sortie: 22 juin 1992 - Label: I.R.S - Formation : Black Sabbath 3                   | 28     | 14     | —      | 7      | —      | —      | 36     | 31     | —      | —      | —      | —      | 63     | 12     | 13     | 44     | —                               |
| Cross Purposes - Sortie: 31 janvier 1994 - Label: I.R.S - Formation : Black Sabbath 9             | 41     | 32     | —      | 23     | —      | —      | —      | —      | —      | —      | —      | —      | 85     | 9      | 41     | 122    | —                               |
| Forbidden - Sortie: 8 juin 1995 - Label: I.R.S - Formation : Black Sabbath 8                      | 71     | 35     | —      | 40     | —      | —      | —      | —      | —      | —      | —      | —      | 86     | 19     | 48     | —      | —                               |
| 13 - Sortie: 10 juin 2013 - Label: Vertigo, Universal - Formation : Black Sabbath 10              | 1      | 1      | 4      | 2      | 4      | 6      | 1      | 2      | 15     | 6      | 1      | 1      | 10     | 1      | 1      | 1      | Or · Platine · Or · Platine     |
| "—" indique que l'album n'entra pas dans les classements musicaux de ces pays.                    |        |        |        |        |        |        |        |        |        |        |        |        |        |        |        |        |                                 |

### Albums en concert
| Album | Charts | Charts | Charts | Charts | Charts | Charts | Charts | Charts | Charts | Charts | Charts | Charts | Charts | Charts | Charts | Certifications             |
| Album | UK     | ALL    | AUT    | BEL V  | BEL W  | CAN    | FIN    | FRA    | ITA    | NOR    | N-Z    | P-B    | SUE    | SUI    | USA    | Certifications             |
| --- | ------ | ------ | ------ | ------ | ------ | ------ | ------ | ------ | ------ | ------ | ------ | ------ | ------ | ------ | ------ | -------------------------- |
| Live at Last - Sortie: 1er juillet 1980 - Label: NEMS - Formation: Black Sabbath 1                                            | 5      | —      | —      | —      | —      | —      | —      | —      | —      | —      | —      | —      | 26     | —      | —      | —                          |
| Live Evil - Sortie: 14 décembre 1982 - Label: Vertigo - Formation: Black Sabbath 3                                            | 13     | 37     | —      | —      | —      | 22     | —      | —      | —      | —      | 34     | 34     | 15     | —      | 37     | —                          |
| Cross Purposes Live - Sortie: 4 avril 1995 - Label: I.R.S. - Formation: Black Sabbath 9                                       | —      | —      | —      | —      | —      | —      | —      | —      | —      | —      | —      | —      | —      | —      | —      | —                          |
| Reunion - Sortie: 20 octobre 1998 - Label: Epic - Formation: Black Sabbath 1                                                  | 41     | 40     | —      | —      | —      | 5      | 29     | 65     | —      | —      | —      | —      | 11     | —      | 11     | Argent · Platine · Platine |
| Past Lives (en) - Sortie: 20 août 2002 - Label: Sanctuary Records - Formation: Black Sabbath 1                                | —      | —      | —      | —      | —      | —      | —      | —      | —      | —      | —      | —      | —      | —      | 114    | —                          |
| Live at Hammersmith Odeon - Sortie: 1er mai 2007 - Label: Rhino - Formation: Black Sabbath 3                                  | —      | —      | —      | —      | —      | —      | —      | —      | —      | —      | —      | —      | —      | —      | —      | —                          |
| Live... Gathered in Their Masses - Sortie: 26 novembre 2013 - Label: Vertigo - Formation: Black Sabbath 11                    | —      | 11     | —      | —      | —      | —      | —      | 175    | —      | —      | —      | —      | —      | 92     | —      | —                          |
| The End: Live in Birmingham - Sortie: 17 novembre 2017 - Label: Eagla Records / Universal Music - Formation: Black Sabbath 11 | 68     | 2      | 13     | 30     | 27     | —      | 11     | 87     | 72     | 20     | —      | 79     | 18     | 14     | —      | —                          |
| "—" indique que l'album n'entra pas dans les classements musicaux de ces pays.                                                |        |        |        |        |        |        |        |        |        |        |        |        |        |        |        |                            |

### Compilations
| Attention! Black Sabbath Vol.1 - Sortie: 1972 - Label: WWA Records                                      | —  | —  | —  | —  | —   | —   | —  | —  | —   | —  | —  | —  | —  | —  | —                |
| We Sold Our Soul for Rock 'n' Roll - Sortie: 1er décembre 1975 - Label: Vertigo                         | 35 | —  | —  | —  | —   | —   | 40 | —  | —   | —  | —  | 21 | —  | 48 | Or · 2 × Platine |
| Attention! Black Sabbath Vol.2 - Sortie: 1975 - Label: WWA Records                                      | —  | —  | —  | —  | —   | —   | —  | —  | —   | —  | —  | —  | —  | —  | —                |
| Greatest Hits - Sortie: 1977 - Label: NEMS Records                                                      | —  | —  | —  | —  | —   | —   | —  | —  | —   | —  | 12 | —  | —  | —  | —                |
| The Sabbath Collection - Sortie: 1985 - Label: Castle Com.                                              | —  | —  | —  | —  | —   | —   | —  | —  | —   | —  | —  | —  | —  | —  | —                |
| Backtrackin' - Sortie: 1989 - Label: Castle Com.                                                        | —  | —  | —  | —  | —   | —   | —  | —  | —   | —  | 5  | —  | —  | —  | —                |
| Black Sabbath 1970 - 1987 - Sortie: 1989 - Label: Vertigo                                               | —  | —  | —  | —  | —   | —   | —  | —  | —   | —  | —  | —  | —  | —  | —                |
| The Ozzy Osbourne Years - Sortie: 1991 - Label: Essential / Castle Com.                                 | —  | —  | —  | —  | —   | —   | —  | —  | —   | —  | —  | —  | —  | —  | —                |
| The Collection - Sortie: 1er juillet 1992 - Label: Castle Com.                                          | —  | —  | —  | —  | —   | —   | —  | —  | —   | —  | —  | —  | —  | —  | Or               |
| The Sabbath Stones - Sortie: 29 avril 1996 - Label: I.R.S.                                              | —  | —  | —  | —  | —   | —   | —  | —  | —   | —  | —  | —  | —  | —  | —                |
| The Best of Black Sabbath - Sortie: 2000 - Label: Metal-Is Records                                      | 24 | —  | 41 | —  | —   | —   | —  | 13 | —   | 6  | 38 | 12 | —  | —  | Or               |
| Symptom of the Universe: The Original Black Sabbath 1970–1978 - Sortie: 2002 - Label: Rhino Records     | —  | —  | —  | —  | —   | —   | —  | —  | —   | —  | —  | —  | —  | —  | —                |
| Black Box: The Complete Original Black Sabbath 1970–1978 - Sortie: 27 avril 2004 - Label: Rhino Records | —  | —  | —  | —  | —   | —   | —  | —  | —   | —  | —  | —  | —  | —  | —                |
| Greatest Hits 1970 - 1978 - Sortie: 14 mars 2006 - Label: Rhino Records                                 | —  | —  | —  | —  | —   | —   | —  | —  | —   | —  | —  | —  | —  | 96 | —                |
| Black Sabbath: The Dio Years - Sortie: 3 avril 2007 - Label: Rhino Records                              | —  | —  | —  | —  | —   | —   | —  | —  | —   | 35 | —  | 32 | —  | 54 | —                |
| Greatest Hits (2009) - Sortie: 9 juin 2009 - Label: Sanctuary Records                                   | 19 | —  | —  | 73 | —   | —   | —  | —  | —   | —  | —  | 3  | —  | —  | Or               |
| Iron Man: The Best of Black Sabbath - Sortie: 4 juin 2012 - Label: Universal                            | 27 | —  | —  | —  | 147 | 148 | —  | —  | —   | —  | —  | —  | —  | —  | —                |
| The Ultimate Collection - Sortie: 28 octobre 2016 - Label: BMG Records                                  | 20 | 40 | —  | —  | —   | 176 | —  | —  | 141 | —  | 45 | —  | 52 | —  | Argent           |
| The Complete Albums: 1970-1978 - Sortie: 2014 - Label: Warner Bros.                                     | —  | —  | —  | —  | —   | —   | —  | —  | —   | —  | —  | —  | —  | —  | —                |
| The Ten Years War - Sortie: 2017 - Label: BMG Records                                                   | —  | 60 | —  | —  | —   | —   | —  | —  | —   | —  | —  | 45 | —  | —  | —                |
| Supersonic Years: The 70's Singles Box Set - Sortie: 8 juin 2018 - Label: BMG Records                   | —  | 23 | —  | —  | —   | —   | —  | —  | —   | —  | —  | —  | —  | —  | —                |
| Anno Domini: 1989 – 1995 - Sortie: 31 mai 2024 - Label: BMG Records                                     |    |    |    |    |     |     |    |    |     |    |    |    |    |    |                  |
| "—" indique que l'album n'entra pas dans les classements musicaux de ces pays.                          |    |    |    |    |     |     |    |    |     |    |    |    |    |    |                  |

## Singles
(avril 2024).
La mise en forme du texte ne suit pas les recommandations de Wikipédia : il faut le « wikifier ».
Les points d'amélioration suivants sont les cas les plus fréquents. Le détail des points à revoir est peut-être précisé sur la page de discussion.
- Les titres sont pré-formatés par le logiciel. Ils ne sont ni en capitales, ni en gras.
- Le texte ne doit pas être écrit en capitales (les noms de famille non plus), ni en gras, ni en italique, ni en « petit »…
- Le gras n'est utilisé que pour surligner le titre de l'article dans l'introduction, une seule fois.
- L'italique est rarement utilisé : mots en langue étrangère, titres d'œuvres, noms de bateaux, etc.
- Les citations ne sont pas en italique mais en corps de texte normal. Elles sont entourées par des guillemets français : « et ».
- Les listes à puces sont à éviter, des paragraphes rédigés étant largement préférés. Les tableaux sont à réserver à la présentation de données structurées (résultats, etc.).
- Les appels de note de bas de page (petits chiffres en exposant, introduits par l'outil «  Source ») sont à placer entre la fin de phrase et le point final[comme ça].
- Les liens internes (vers d'autres articles de Wikipédia) sont à choisir avec parcimonie. Créez des liens vers des articles approfondissant le sujet. Les termes génériques sans rapport avec le sujet sont à éviter, ainsi que les répétitions de liens vers un même terme.
- Les liens externes sont à placer uniquement dans une section « Liens externes », à la fin de l'article. Ces liens sont à choisir avec parcimonie suivant les règles définies. Si un lien sert de source à l'article, son insertion dans le texte est à faire par les notes de bas de page.
- La présentation des références doit suivre les conventions bibliographiques. Il est recommandé d'utiliser les modèles {{Ouvrage}}, {{Chapitre}}, {{Article}}, {{Lien web}} et/ou {{Bibliographie}}. Le mode d'édition visuel peut mettre en forme automatiquement les références.
- Insérer une infobox (cadre d'informations à droite) n'est pas obligatoire pour parachever la mise en page.

Pour une aide détaillée, merci de consulter Aide:Wikification.
Si vous pensez que ces points ont été résolus, vous pouvez retirer ce bandeau et améliorer la mise en forme d'un autre article.

### Années 70
| Année | Single                      | Position dans les chartes | Position dans les chartes | Position dans les chartes | Position dans les chartes | Position dans les chartes | Position dans les chartes | Position dans les chartes | Position dans les chartes | Position dans les chartes | Position dans les chartes | Position dans les chartes | Position dans les chartes | Position dans les chartes | De l'album             |
| Année | Single                      | UK                        | ALL                       | AUS                       | AUT                       | BEL(V)                    | BEL(W                     | CAN                       | FRA                       | ITA                       | NOR                       | P-B                       | SUI                       | US hot 100                | De l'album             |
| ----- | --------------------------- | ------------------------- | ------------------------- | ------------------------- | ------------------------- | ------------------------- | ------------------------- | ------------------------- | ------------------------- | ------------------------- | ------------------------- | ------------------------- | ------------------------- | ------------------------- | ---------------------- |
| 1970  | "Evil Woman"                | —                         | —                         | —                         | —                         | —                         | —                         | —                         | —                         | —                         | —                         | —                         | —                         | —                         | Black Sabbath          |
| 1970  | "The Wizard"                | —                         | —                         | —                         | —                         | —                         | —                         | —                         | —                         | —                         | —                         | —                         | —                         | —                         | Black Sabbath          |
| 1970  | "Paranoid" - Or - Platine   | 4                         | 1                         | 18                        | 3                         | 2                         | 1                         | 54                        | 12                        | 9                         | 6                         | 2                         | 2                         | 61                        | Paranoid               |
| 1971  | "Iron Man" - Argent         | —                         | —                         | —                         | —                         | —                         | —                         | 64                        | —                         | —                         | —                         | —                         | —                         | 52                        | Paranoid               |
| 1971  | "Children of the Grave"     | —                         | —                         | —                         | —                         | —                         | —                         | —                         | —                         | —                         | —                         | —                         | —                         | —                         | Master of Reality      |
| 1971  | "After Forever"             | —                         | —                         | —                         | —                         | —                         | —                         | —                         | —                         | —                         | —                         | —                         | —                         | —                         | Master of Reality      |
| 1971  | "Sweat Leaf"                | —                         | —                         | —                         | —                         | —                         | —                         | —                         | —                         | —                         | —                         | —                         | —                         | —                         | Master of Reality      |
| 1972  | "Tomorrows Dream"           | —                         | —                         | —                         | —                         | —                         | —                         | —                         | —                         | —                         | —                         | —                         | —                         | —                         | Vol. 4                 |
| 1973  | "Sabbath Bloody Sabbath     | —                         | —                         | —                         | —                         | —                         | —                         | —                         | —                         | —                         | —                         | —                         | —                         | —                         | Sabbath Bloody Sabbath |
| 1975  | "Am I Going Insane (Radio)" | —                         | —                         | —                         | —                         | —                         | —                         | —                         | —                         | —                         | —                         | —                         | —                         | —                         | Sabotage               |
| 1976  | "It's Alright"              | —                         | —                         | —                         | —                         | —                         | —                         | —                         | —                         | —                         | —                         | —                         | —                         | —                         | Technical Ecstasy      |
| 1976  | "Gypsy"                     | —                         | —                         | —                         | —                         | —                         | —                         | —                         | —                         | —                         | —                         | —                         | —                         | —                         | Technical Ecstasy      |
| 1976  | "Back Street Kids"          | —                         | —                         | —                         | —                         | —                         | —                         | —                         | —                         | —                         | —                         | —                         | —                         | —                         | Technical Ecstasy      |
| 1978  | "Never Say Die!"            | 21                        | —                         | —                         | —                         | —                         | —                         | —                         | —                         | —                         | —                         | —                         | —                         | —                         | Never Say Die!         |
| 1978  | "Hard Road"                 | 33                        | —                         | —                         | —                         | —                         | —                         | —                         | —                         | —                         | —                         | —                         | —                         | —                         | Never Say Die!         |

### Années 80
| Année | Single                | Position dans les chartes | Position dans les chartes | De l'album       |
| Année | Single                | UK                        | US Main.                  | De l'album       |
| ----- | --------------------- | ------------------------- | ------------------------- | ---------------- |
| 1980  | "Paranoid" (live)     | 14                        | —                         | Live at Last     |
| 1980  | "Neon Knights"        | 22                        | —                         | Heaven and Hell  |
| 1980  | "Die Young"           | 41                        | —                         | Heaven and Hell  |
| 1980  | "Lady Evil"           | —                         |                           | Heaven and Hell  |
| 1981  | "The Mob Rules"       | 46                        | —                         | The Mob Rules    |
| 1981  | "Voodoo"              | —                         | 46                        | The Mob Rules    |
| 1981  | "Turn Up the Night"   | 37                        | 24                        | The Mob Rules    |
| 1983  | "Thrashed"            | —                         | —                         | Born Again       |
| 1986  | "No Stranger To Love" | —                         | —                         | Seventh Star     |
| 1987  | "The Shinning"        | —                         | —                         | The Eternal Idol |
| 1989  | "Headless Cross"      | 62                        | —                         | Headless Cross   |
| 1989  | "Devil and Daughter"  | 81                        | —                         | Headless Cross   |
| 1989  | "Call of the Wild"    | —                         | —                         | Headless Cross   |

### De 1990 à 2016
| Année | Single                 | Position dans les chartes | Position dans les chartes | Position dans les chartes | Position dans les chartes | De l'album    |
| Année | Single                 | UK                        | ALL                       | CAN                       | US Main.                  | De l'album    |
| ----- | ---------------------- | ------------------------- | ------------------------- | ------------------------- | ------------------------- | ------------- |
| 1990  | "Feels Good To Me"     | 79                        | —                         | —                         | —                         | Tyr           |
| 1992  | "TV Crimes"            | 33                        | —                         | —                         | —                         | Dehumanizer   |
| 1992  | "Master of Insanity    | —                         | —                         | —                         | —                         | Dehumanizer   |
| 1998  | "Psycho Man"           | —                         | —                         | 24                        | 3                         | Reunion       |
| 1998  | "Selling My Soul"      | —                         | —                         | —                         | 17                        | Reunion       |
| 2007  | "The Devil Cried"      | —                         | —                         | —                         | 37                        | The Dio Years |
| 2013  | "God Is Dead?""        | —                         | 99                        | 6                         | 7                         | 13            |
| 2013  | "End of the Beginning" | —                         | —                         | —                         | 38                        | 13            |
| 2014  | "Age of Reason"        | —                         | —                         | —                         | —                         | 13            |
| 2014  | "Loner"                | —                         | —                         | 7                         | —                         | 13            |
| 2016  | "The End" (Ep)         | —                         | —                         | —                         | —                         | Ep            |